# Belomorsk
Belomorsk (russisk: Беломо́рск; karelsk: Šuomua) er en by og administrativt center for Belomorsk-distriktet i Republikken Karelija, beliggende ved Onegabugten ved Hvidehavets kyst. Byen har 7.407(2023) indbyggere.

## Historie
Oprindeligt var det en mindre by ved navn Soroka (russisk: Соро́ка), eller Sorotskaja (russisk: Сороцкая). Den 11. september 1938 blev Soroka og flere andre nærliggende bebyggelser slået sammen til byen Belomorsk. 1941-1944, under 2. verdenskrig, fungerede byen midlertidigt som administrativ hovedsæde i den Karelsk-Finske Socialistiske Sovjet Republik.

## Administrativt og bymæssig status
Belomorsk er det administrative center for Belomorskij rajon, som byen er en del af.

## Kultur
Belomorsk er det kulturelle centrum for pomorere. Historiske steder i omegnen omfatter Zalavruga og Besovy Sledki med forhistoriske helleristninger.

## Transport
Belomorsk er beliggende ved udmundingen af Hvidehavskanalen. Byen kan siges at ligge ved indsejlinngen til kanalen som startpunkt for systemet af vandveje til Sankt Petersborg. Kirov-jernbanen forbinder Belomorsk med Murmansk og Sankt Petersborg. Der bliver bygget en ny havn i Belomorsk med en kapacitet på ni millioner tons gods i 2014. Ved en senere udvidelse kan kapaciteten udvides til femten millioner tons. Havnen vil ikke være isfri året rundt men vil alligevel være i funktion takket være brug af isbrydere om vinteren.

## Galleri
- Belomorsk beliggenhed ved Hvidehavet.
- Indsejlingen til Hvidehavskanalen
- Pashkovagade i Belomorsk.